# Ходейда (мухафаза)
Ходейда (араб.  الحديدة‎) — одна из 21 мухафазы Йемена. Расположена на западе страны. Граничит с мухафазами: Хадджа (на севере), Эль-Махвит, Сана, Райма и Дамар (на востоке), Ибб (на юго-востоке) и Таиз (на юге). На западе омывается водами Красного моря.
Площадь составляет 17 509 км²; население — 2 687 674 человека (2012). Средняя плотность населения — 153,50 чел./км². Административный центр — город Ходейда.

## Мудирии мухафазы Ходейда
- Ad Dahi
- Ad Durayhimi
- Al Garrahi
- Al Hajjaylah
- Al Hali
- Al Hawak
- Al Khawkhah
- Al Mansuriyah
- Al Marawi'ah
- Al Mighlaf
- Al Mina
- Al Munirah
- Al Qanawis
- Alluheyah
- As Salif
- As Sukhnah
- At Tuhayat
- Az Zaydiyah
- Az Zuhrah
- Bajil
- Bayt al-Faqih
- Bura
- Hays
- Jabal Ra's
- Kamaran
- Zabid